# Paloselkä (sjö i Finland)
Paloselkä är en sjö i Finland. Den ligger i Mänttä-Vilppula i landskapet Birkaland, i den södra delen av landet, 210 km norr om huvudstaden Helsingfors. Paloselkä ligger 92 meter över havet.